# 群暉科技
群暉科技股份有限公司（簡稱群暉或群暉科技），為台灣的網路附加儲存（NAS）服務商，也是世界最大的網路附加儲存（NAS）廠商，總部位於新北市。
截至2017年，群暉以Synology品牌行銷全球，在中小企業及家用NAS市場占有率居世界首位。

## 歷史
群暉科技成立於2000年1月，當時廖群和翁英暉離開台灣微軟、尋求獨立項目。廖群是Microsoft Exchange Server的開發經理，而翁英暉則是台灣微軟銷售總監。兩人開始編寫一個基於BSD的新操作系統Filer OS，該系統與Fastora NAS硬體一起用於建立一個NAS解決方案。為了進一步整合他們的NAS軟體與硬體，群暉科技於2004年發布了其首款完整解決方案DiskStation DS-101。從第一台DiskStation發布以來，群暉科技已在全球範圍內發展至約700名員工。廖群和翁英暉仍然在群暉科技工作，廖群擔任總裁，翁英暉擔任董事長。近年來廖群專注在其他事業，主要是業務決策者由翁英暉以及其團隊負責。

## 主要產品
- 網路儲存伺服器
- DiskStation_Manager：簡稱DSM，為群暉科技專為旗下產品所編寫基於Linux之作業系統。
- 路由器
- 監控系統
- BeeStation[註 1]
- BeeDrive
- 硬盘

## 脚注
1. ↑  功能和NAS类似，但自带硬盘

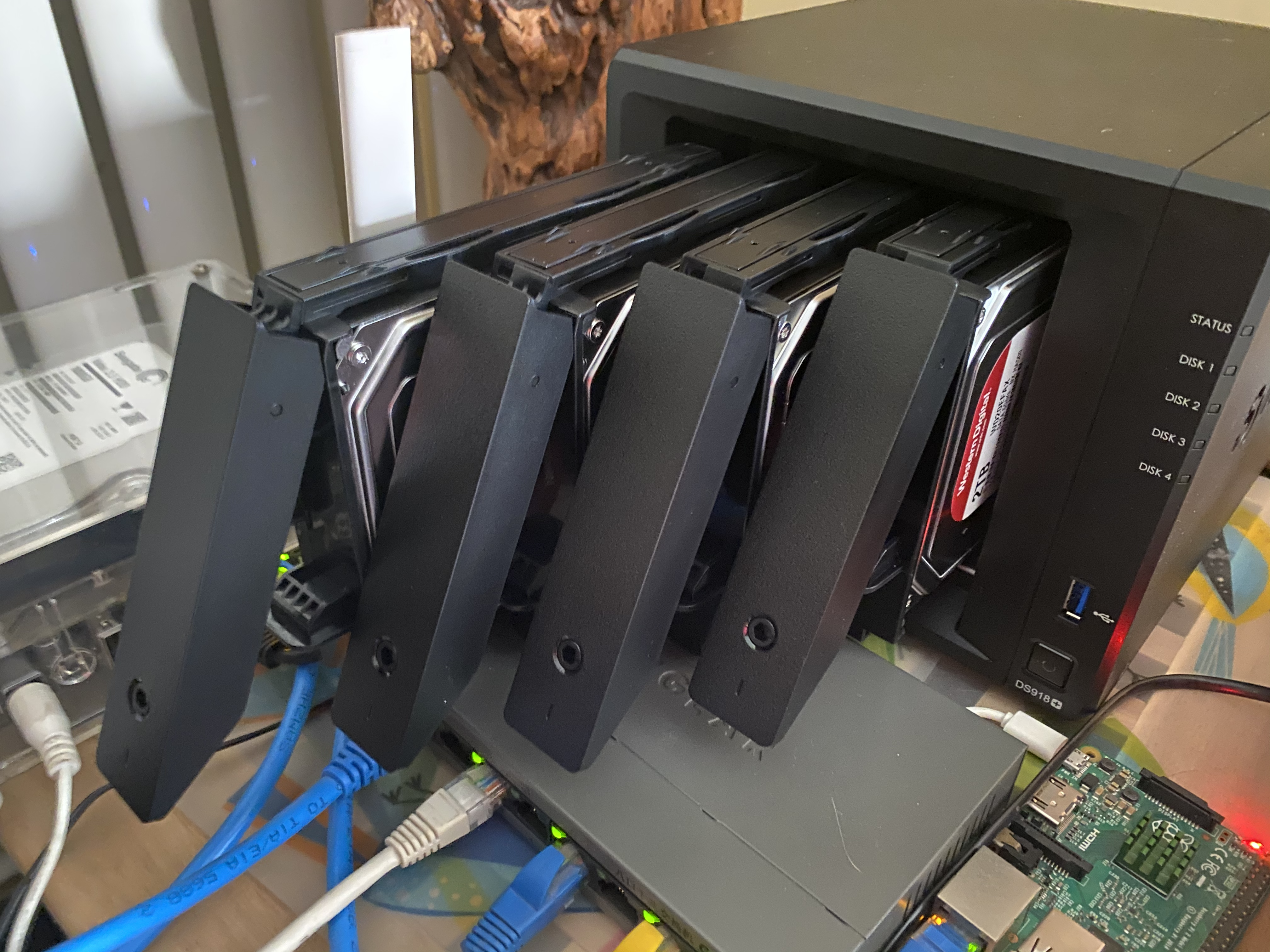
装有硬盘的Synology DS918+